# Santiago González de Paz
Santiago González de Paz  (Santa Cruz de La Palma, 1951 - Santurce, 17 de octubre de 1981) fue un cabo primero de la guardia civil español, asesinado por la organización terrorista ETA. Con su asesinato se rompía el alto al fuego que se había declarado en el País Vasco en julio del mismo año. Fue uno de los nueve canarios víctimas de la organización terrorista y el único de la isla de La Palma.

## Biografía
Natural del municipio Santa Cruz de la Palma, situado en la isla de La Palma, de pequeño se trasladó junto con su madre a Tenerife. A la edad de 22 años ingresó en el Instituto Armado en 1973, siendo destinado al País Vasco. Uno de sus últimos destinos antes de estar dedicado en exclusiva en el puerto marítimo fue la localidad vizcaína de Motrico. En el año 1979 fue trasladado, como cabo primero al cuerpo de especialistas del puerto de Santurce, donde ejercía en el control de aduanas. Fue asesinado el 17 de octubre de 1981, cuando se disponía arrancar su coche privado para ir hacia su puesto de trabajo. Santiago estaba casado y tenía dos hijos, uno de cinco años y otro de once meses en el momento de su asesinato.  

## Asesinato y funeral

### Asesinato
Entre las 7:00 h. y las 8:00 h. de la mañana del sábado 17 de octubre de 1981, los terroristas pidieron el servicio a un taxista en Sestao, al llegar a la altura del cementerio de Portugalete obligaron al taxista a introducirse en el maletero, que estaría retenido mientras cometerían el asesinato. A las 8:00 h de ese mismo día, el agente había salido de su domicilio y se disponía a subir a su vehículo que estaba estacionado a pocos metros del portal de su casa, con la intención de dirigirse a su trabajo en el puerto. Según el expediente policial, cuando acababa de entrar en el automóvil a las 8:15 h., tres hombres se situaron en un lateral y tirotearon a Santiago, recibiendo tres impactos de bala, uno en la cabeza y dos en el pecho. El cabo salió malherido del coche y caminó algunos pasos zigzagueando antes de caer muerto en el suelo de la acera de enfrente. Los asesinos huyeron gritando "¡viva ETA!" mientras Santiago moría, dándose a la fuga en el taxi que se habían apropiado.  Posteriormente, los etarras abandonaron el taxi en Sestao, de donde su propietario fue rescatado por un transeúnte que oyó ruidos dentro del maletero.
En el lugar de los hechos se recogieron seis casquillos de bala del calibre 9 milímetros parabellum, marca SF.
Con el asesinato de Santiago se rompía de esta manera la tregua que existía, aparentemente, de tres meses en el País Vasco, donde el último atentado mortal anterior al de Santiago se había producido el 10 de julio, cuando un comando de ETA asesinó, en la estación de Basauri, al guardia civil jubilado Joaquín Gorjón.

### Funeral
El cadáver de Santiago fue trasladado al Hospital Civil de Bilbao, donde le realizaron una autopsia. Esa misma tarde se trasladó su cuerpo en un féretro a la Iglesia de San Jorge, en Santurce, donde a las 13.30 h. horas se celebró un funeral de cuerpo presente en su memoria. El acto religioso estuvo presidido por el delegado del Gobierno en el País Vasco, Marcelino Oreja; el general jefe de la zona de la Guardia Civil, Francisco Javier Cereceda; el gobernador civil de Vizcaya, Vicente Sampedro, y Adolfo Careaga, en representación de la UCD de Vizcaya. Al término del acto, el féretro, cubierto por la bandera de España, fue sacado del templo a hombros de compañeros e introducido en un furgón con destino al aeropuerto de Sondiea-Bilbao, desde donde fue trasladado por vía aérea, a Tenerife, donde fue enterrado.

### Caso archivado
Al igual que en otros tantos casos similares, el asesinato de Santiago González de Paz el sumarios fue sobreseído y archivado poco tiempo después de que se cometiera el atentado. Quedando así los responsables del mismo sin ser enjuiciados y condenados.